# جوزيبي دي دونا
جوزيبي دي دونا (بالإيطالية: Giuseppe Di Donna)‏ هو كاهن كاثوليكي إيطالي، ولد في 23 أغسطس 1901 في روتيليانو في إيطاليا، وتوفي في 2 يناير 1952 في أندريا في إيطاليا.